# Фрузен
Фрузе́н (фр. Frouzins, окс. Frosins) — коммуна во Франции, находится в регионе Юг — Пиренеи. Департамент — Верхняя Гаронна. Входит в состав кантона Мюре. Округ коммуны — Мюре.
Код INSEE коммуны — 31203.

## География

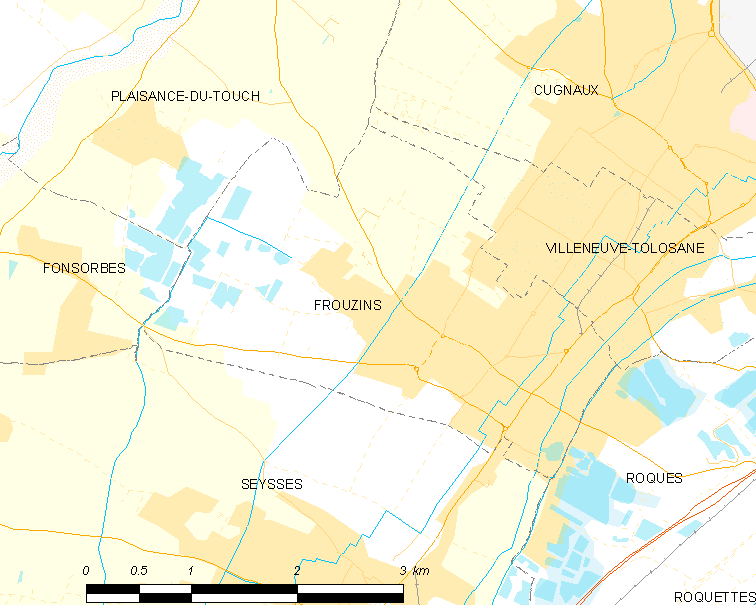
Карта коммуны

Коммуна расположена приблизительно в 600 км к югу от Парижа, в 14 км к юго-западу от Тулузы.
По территории коммуны проходит канал Сен-Мартори.

## Климат
Климат умеренно-океанический. Зима мягкая и снежная, весна характеризуется сильными дождями и грозами, лето сухое и жаркое, осень солнечная. Преобладают сильные юго-восточные и северо-западные ветры.

## Население
Население коммуны на 2010 год составляло 7902 человека.
| 1962 | 1968 | 1975 | 1982 | 1990 | 1999 | 2010 |
| ---- | ---- | ---- | ---- | ---- | ---- | ---- |
| 683  | 1273 | 2155 | 3194 | 3941 | 5938 | 7902 |

## Экономика
В 2010 году среди 5334 человек трудоспособного возраста (15—64 лет) 4001 были экономически активными, 1333 — неактивными (показатель активности — 75,0 %, в 1999 году было 72,2 %). Из 4001 активных жителей работали 3718 человек (1958 мужчин и 1760 женщин), безработных было 283 (121 мужчина и 162 женщины). Среди 1333 неактивных 593 человека были учениками или студентами, 426 — пенсионерами, 314 были неактивными по другим причинам.

## Достопримечательности
- Церковь Сен-Жермье (XV век). Исторический памятник с 1926 года[4]
- Замок Демуазель (XVIII век). Исторический памятник с 1979 года[5]

## Города-побратимы
- Каланда (Испания)

## Фотогалерея

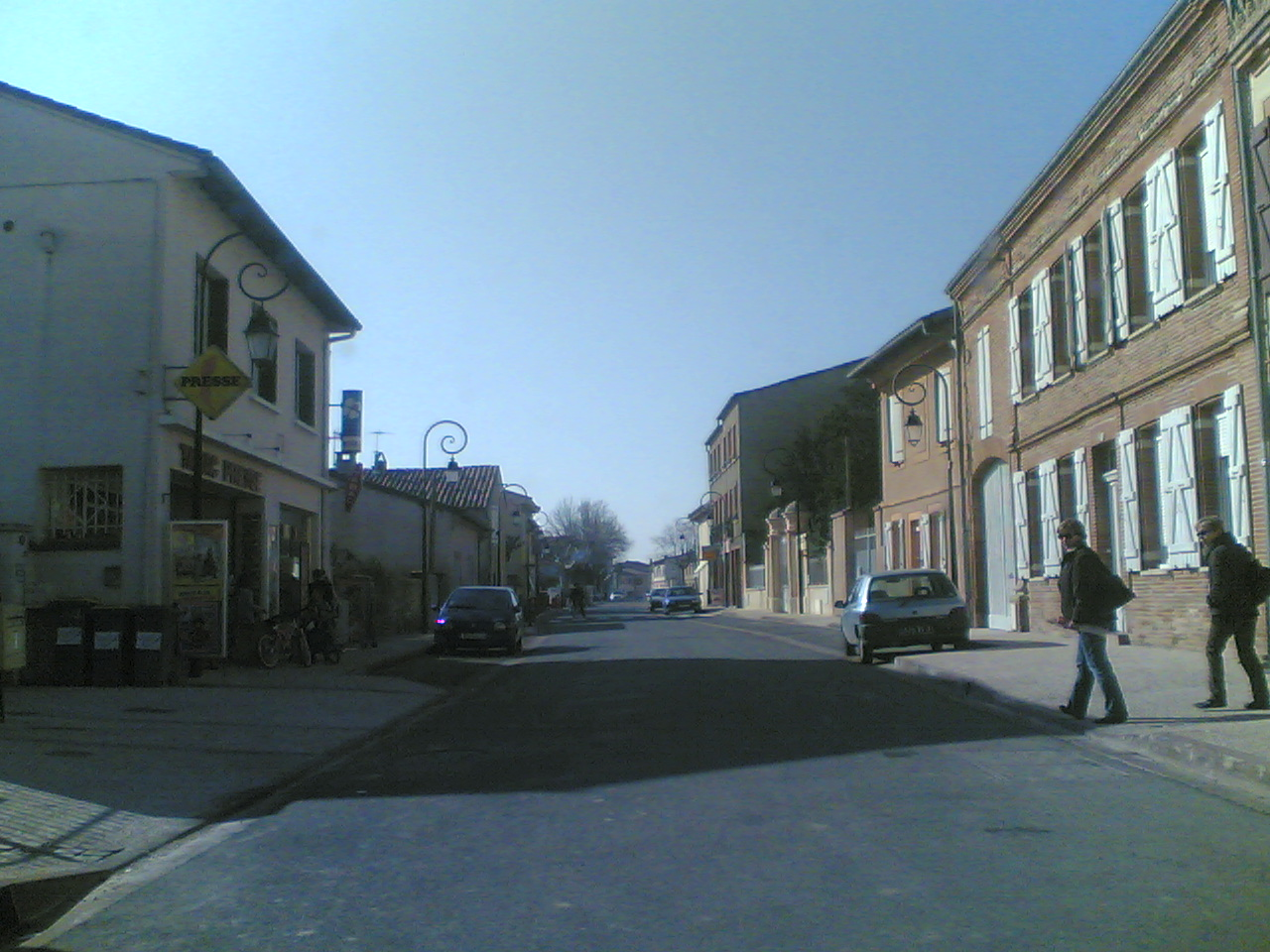
Улица Республики
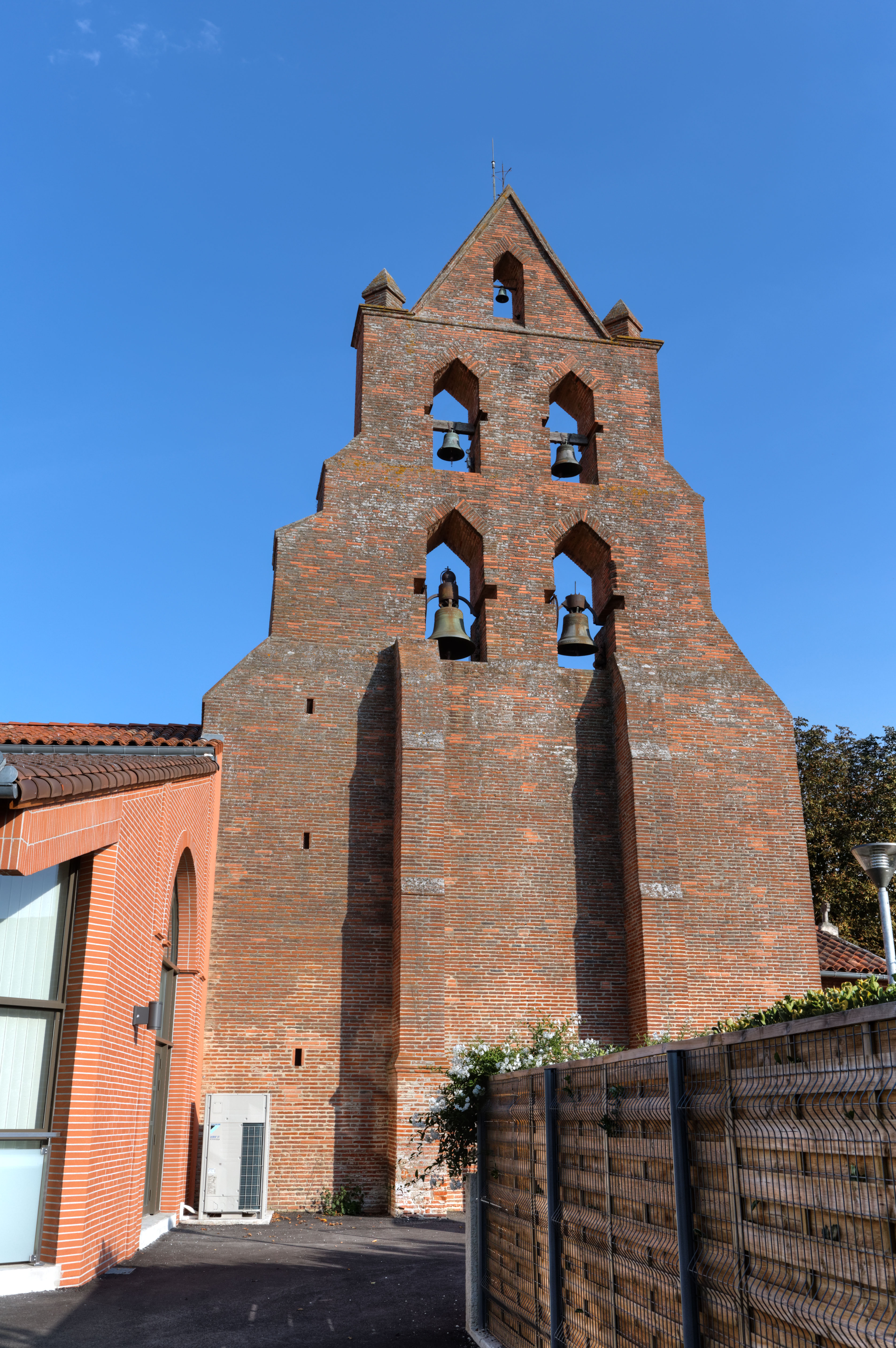
Церковь Сен-Жермье
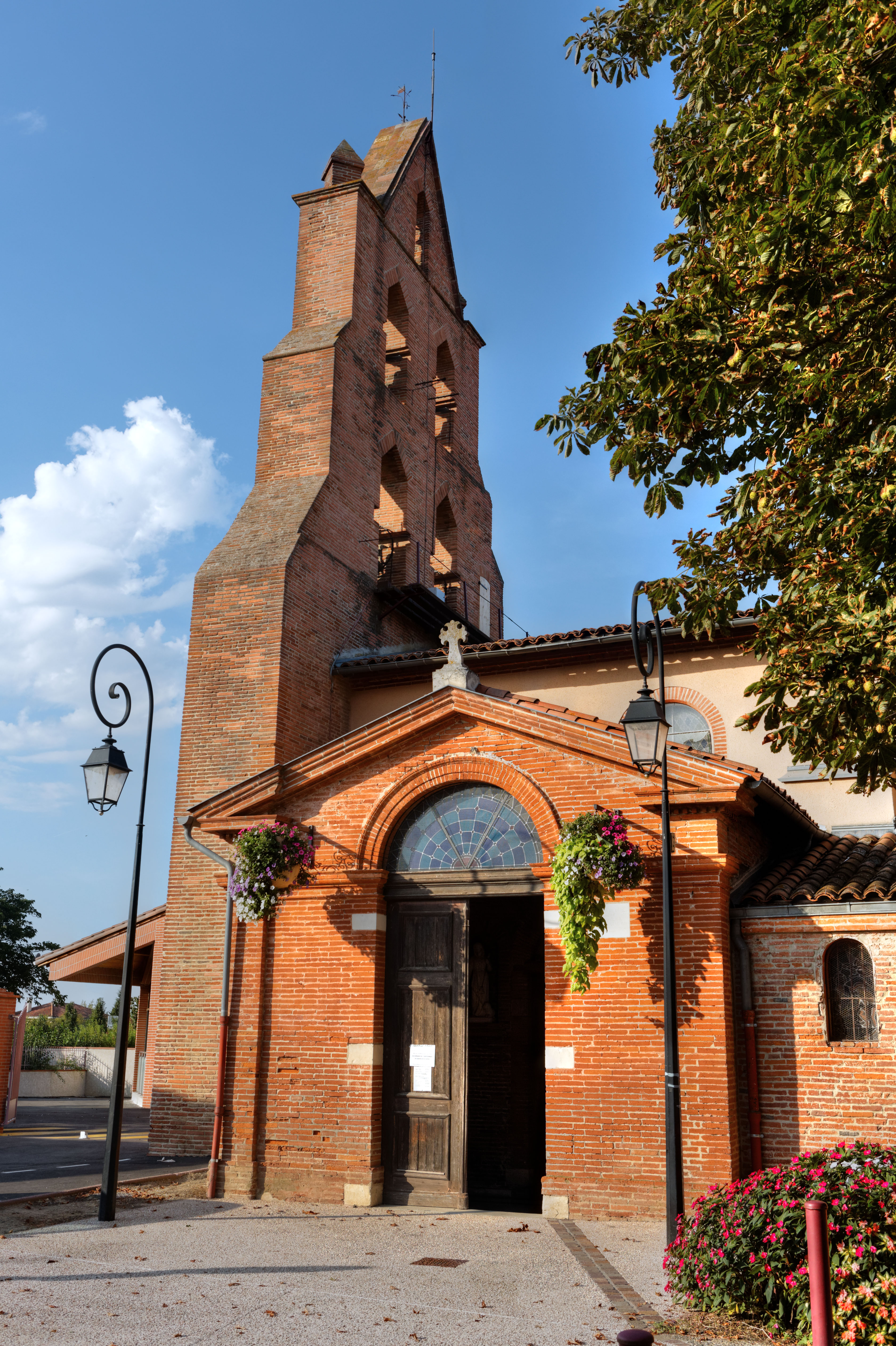
Церковь Сен-Жермье
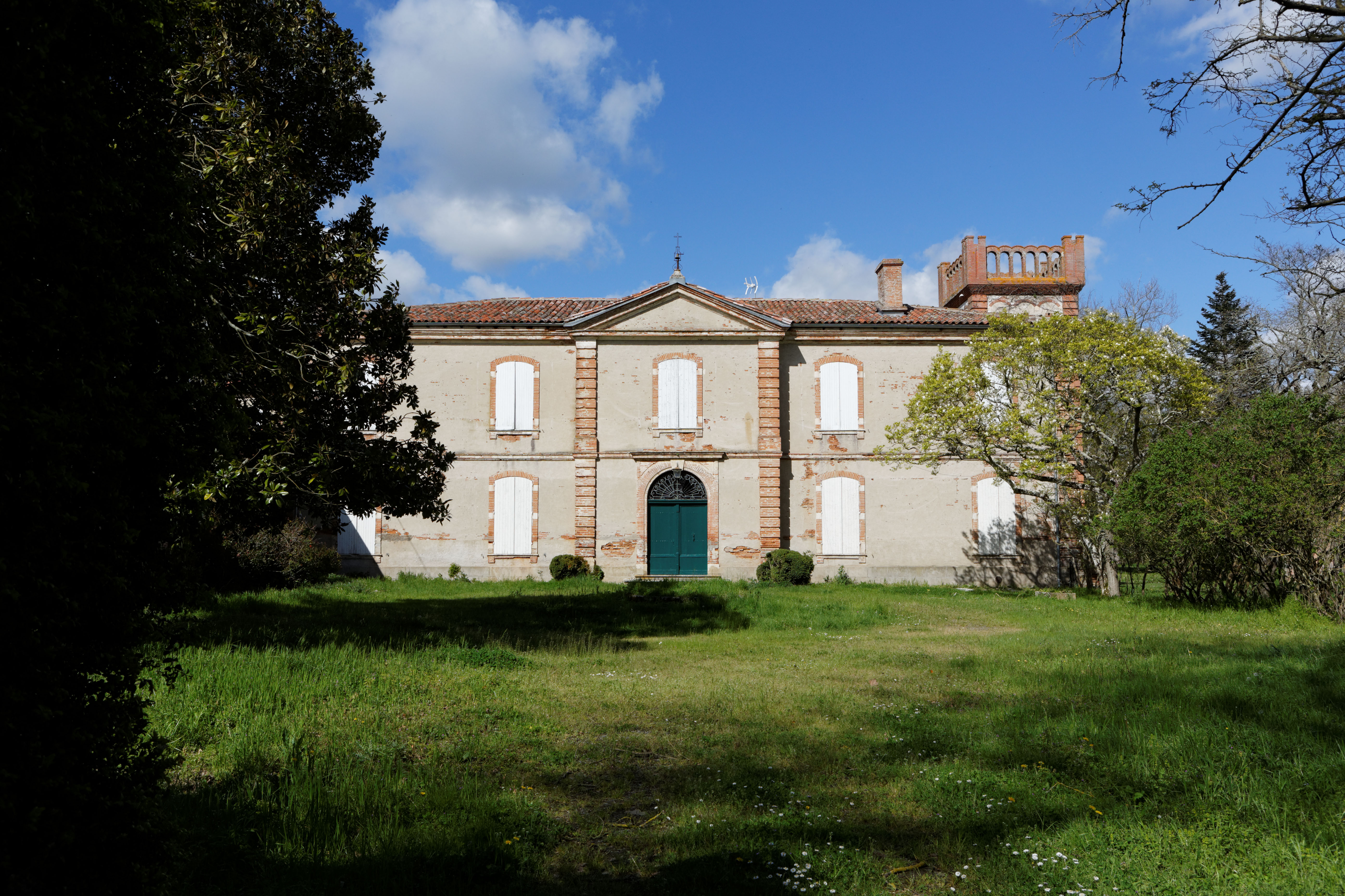
Замок Демуазель
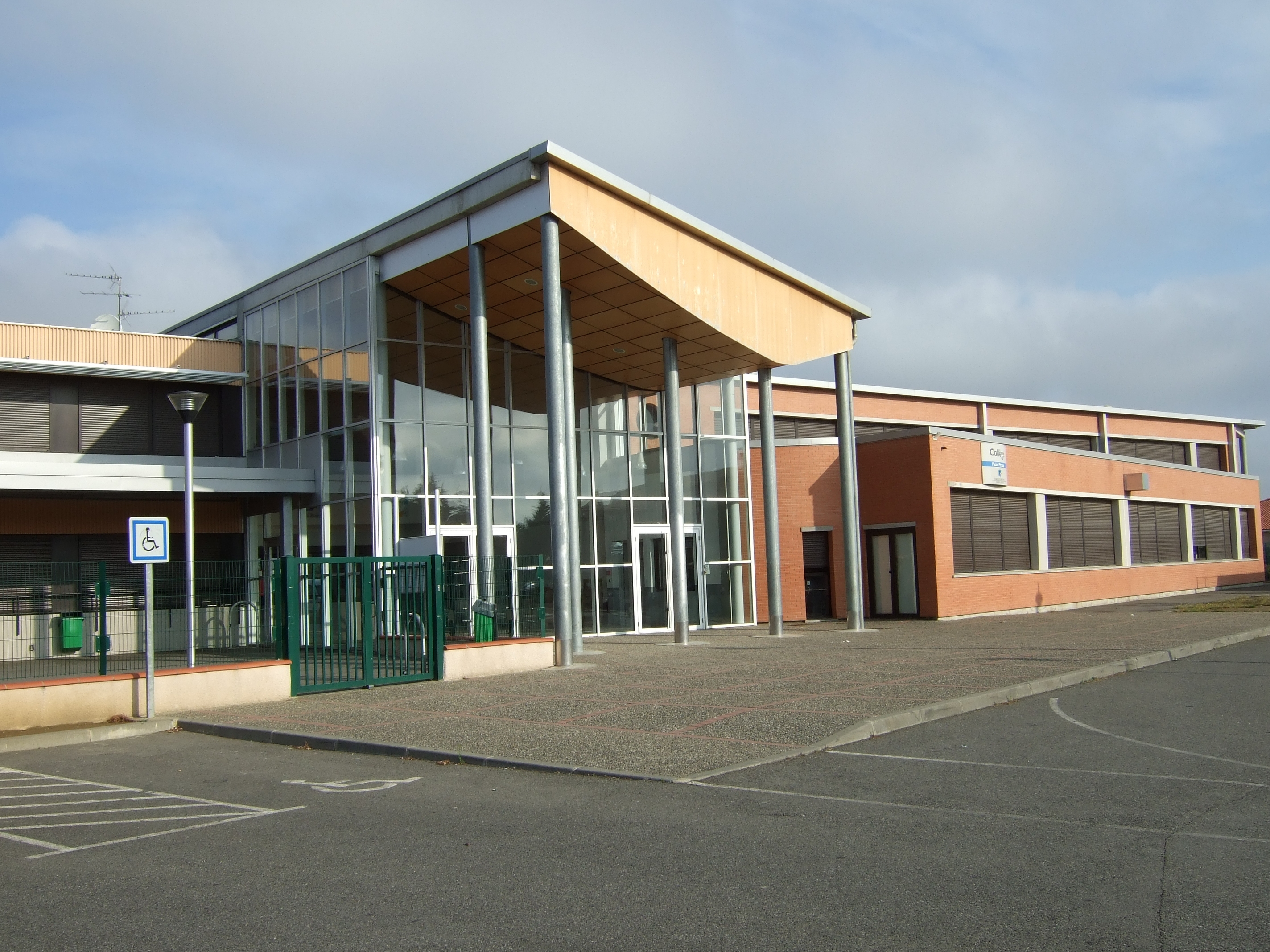
Коллеж Пабло Пикассо
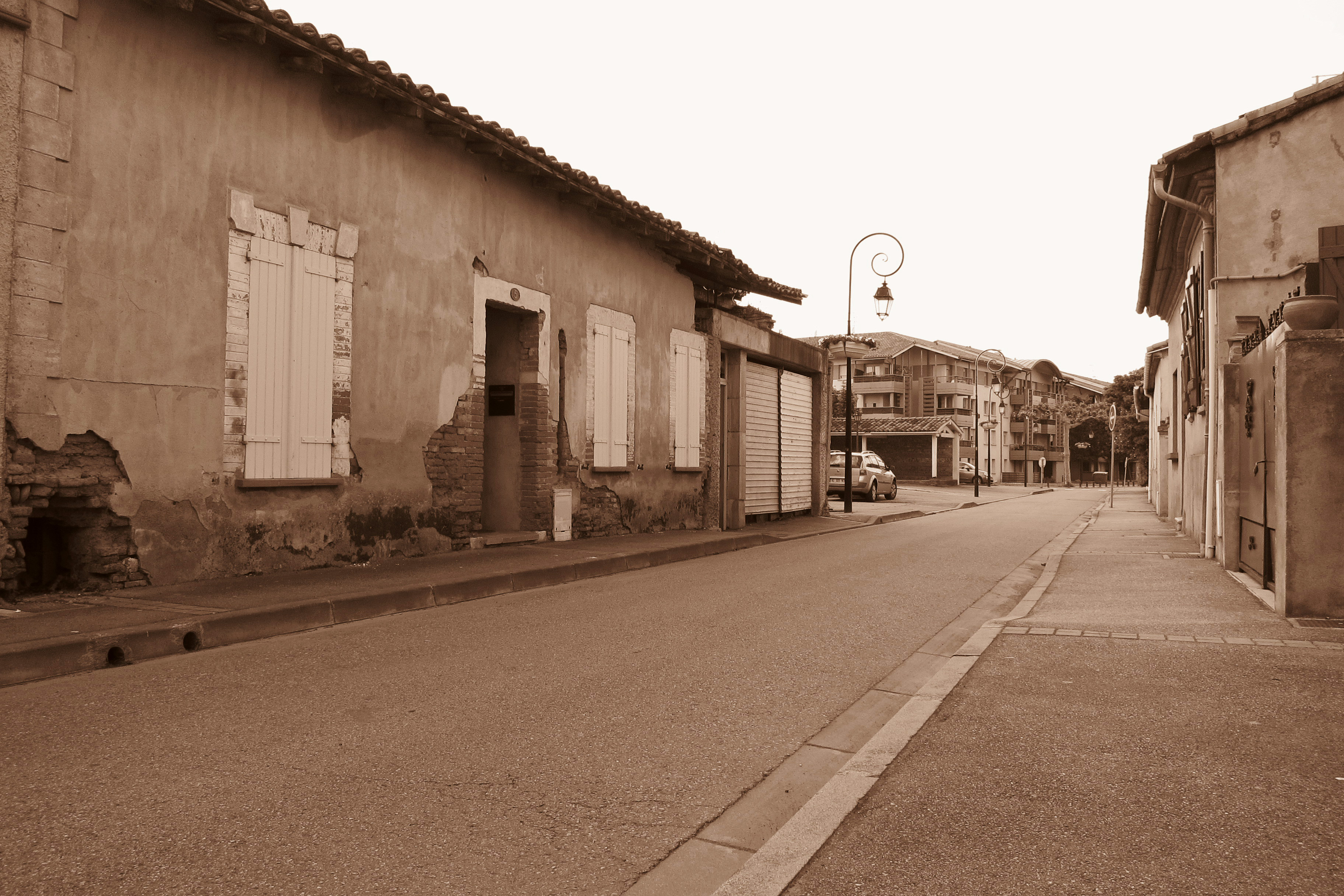
Улица Гийома Бердея